# Lycaena lilacina
Lycaena lilacina är en fjärilsart som beskrevs av Charles Oberthür 1886. Lycaena lilacina ingår i släktet Lycaena och familjen juvelvingar. Inga underarter finns listade i Catalogue of Life.